# Kính viễn vọng Maksutov

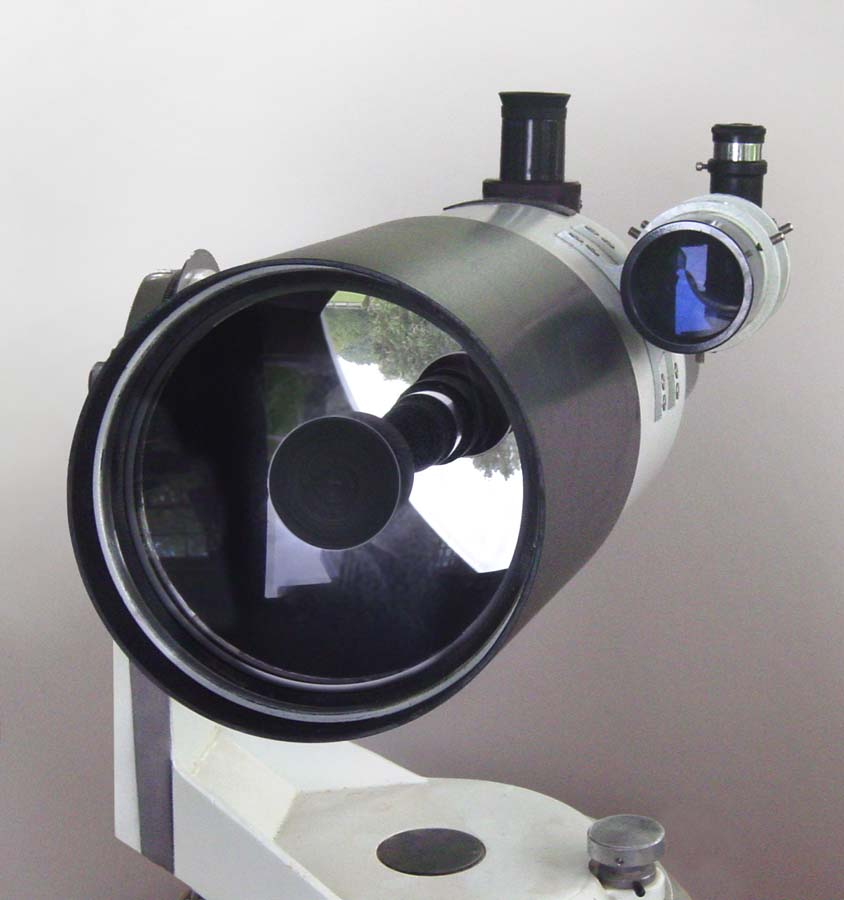
Một kính viễn vọng Maksutov–Cassegrain tiêu chuẩn

Kinh viễn vọng Maksutov (ngắn gọn là kính "Mak") là một kính thiên văn phản xạ kết hợp gương cầu với thấu kính phân kỳ nhỏ. Thấu kính phân kỳ thường có đường kính vừa và được đặt ở phần trước của kính thiên văn (thường được gọi là "tấm chỉnh sửa"). Thiết kế khắc phục các vấn đề về quang sai lệch trục và quang sai màu, những vấn đề thường xuất hiện ở cá kính viễn vọng đời trước. Nó được cấp bằng sáng chế vào năm 1941 bởi nhà nhãn khoa người Nga Dmitri Dmitrievich Maksutov. Maksutov thiết kế dựa trên ý tưởng đằng sau máy ảnh Schmidt về việc sử dụng  gương hình cầu chính (primary mirror). Thiết kế thường thấy mà cũng sử dụng gương cầu chính (primary mirror) là biến thể Cassegrain, với một gương phụ đi kèm, do đó đơn giản hóa việc chế tạo. Kính thiên văn Maksutov đã được bán trên thị trường nghiệp dư từ những năm 1950.

## Phát minh

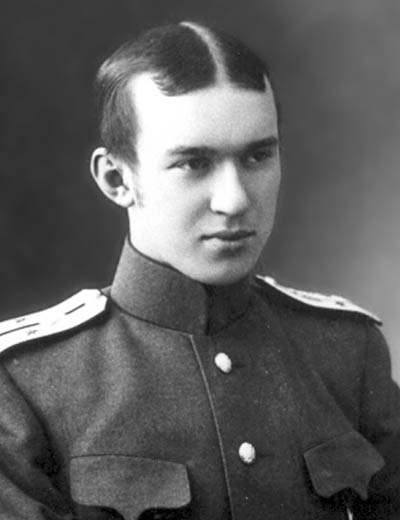
Dmitry Dmitrievich Maksutov

Dmitri Maksutov có thể đã làm việc với ý tưởng ghép một gương chính hình cầu kết hợp với một thấu kính phân kỳ từ năm 1936. Những ghi nhận của ông từ thời điểm đó về chức năng của gương Mangin với phần gương và thấu kính âm bản được tách thành hai phần khác nhau. Maksutov dường như đã phát triển ý tưởng vào năm 1941 bằng cáchghép gương cầu với thấu kính phân kì và "máy ảnh Schmidt" năm 1931 của Bernhard Schmidt.. Maksutov nảy ra ý tưởng thay thế tấm chỉnh sửa Schmidt phức tạp bằng một "tấm chỉnh sửa khum" hình cầu khi đang đi trên một đoàn tàu tị nạn từ Leningrad. Maksutov đã cấp bằng sáng chế cho thiết kế của mình vào tháng 5, Tháng 8, hoặc tháng 10 năm 1941 ông đã chế tạo nguyên mẫu kiểu "Maksutov – Gregorian". Maksutov đã đưa ra ý tưởng độc đáo bằng cách sử dụng "bộ chỉnh sửa ", một bộ chỉnh sửa được làm bằng một loại thủy tinh  phân kỳ khác với hình dạng cầu để sửa quang sai màu..
Các thiết kế kính thiên văn độc lập tương tự cũng được cấp bằng sáng chế vào năm 1941: Albert Bouwers (kính thiên văn khum đồng tâm năm 1941 của ông), K. Penning  và Dennis Gabor. Bí mật thời chiến khiến những nhà phát minh này không biết về thiết kế của nhau, dẫn đến việc mỗi người là một phát minh độc lập.

## Các biến thể
Thiết kế năm 1944 Maksutov được xuất bản lần đầu tiên trên Tạp chí Hiệp hội Quang học Hoa Kỳ. Điều này dẫn đến việc các nhà thiết kế chuyên nghiệp và nghiệp dư gần như ngay lập tức thử nghiệm các biến thể, bao gồm thiết kế các kinh thiên văn khác như kính viễn vọng Newton,  kính Cassegrain và máy ảnh trường rộng.

### Maksutov–Cassegrains
Có nhiều biến thể Maksutov sử dụng thiết kế dạng Cassegrain, gắn một gương thứ cấp dạng lồi ngay gần tiêu điểm của gương chính. Hầu hết các loại đều khá là dày do đó không lớn lắm, vì các tấm hiệu chỉnh nhanh chóng trở nên quá lớn, nặng và đắt tiền khi Khẩu độ tăng lên, cộng với lại thời gian hạ nhiệt rất lâu để đạt được hiệu suất quang học tối ưu. Hầu hết các nhà sản xuất thương mại thường dừng ở 180 mm (7 in).

#### Kính Gregory và kính "Spot-Maksutov"

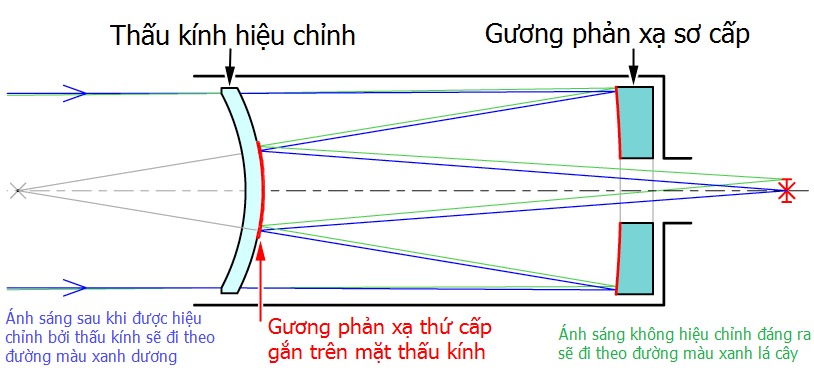
Sơ đồ nguyên lý kính viễn vọng Gregory.

Các ghi chú thiết kế của Maksutov từ năm 1941 đã nhắc đến khả năng cấu tạo kiểu Cassegrain  với một "điểm" tráng bạc thứ cấp ở mặt lồi của "mặt khum" đối diện với gương chính. Ông nghĩ rằng điều này sẽ tạo ra một hệ thống quang học kín và chắc chắn phù hợp để sử dụng trong trường học. Hầu hết các kính viễn vọng Maksutov được sản xuất ngày nay là loại thiết kế 'Cassegrain' (được gọi là Gregory – Maksutov,thiết kế bởi John Gregory) vốn sử dụng tất cả các bề mặt hình cầu và có một điểm nhỏ làm bằng nhôm ở mặt trong của kính phân kỳ. Điều này có lợi thế là đơn giản hóa việc xây dựng. Nó cũng có lợi thế là cố định gương thứ cấp và loại bỏ các gai Nhiễu xạ. Điểm bất lợi là, nếu tất cả các bề mặt hình cầu được sử dụng, các hệ thống như vậy phải có tỷ lệ tiêu cự trên f / 15 (đơn vị trong khẩu độ) để tránh quang sai. Bản thân Gregory, trong một thiết kế thứ hai, đã sử dụng đến sự phi cầu hóa (loại bỏ yếu tố hình cầu) của bề mặt bộ chỉnh sửa phía trước (hoặc gương chính) để giảm quang sai. Điều này đã dẫn đến các thiết kế khác với các yếu tố phi cầu hoặc bổ sung để giảm thêm quang sai. Loại kính với tiêu cự cao của Maksutov-Cassegrain và trường nhìn hẹp hơn làm cho chúng phù hợp hơn để chụp ảnh mặt trăng và hành tinh cũng như bất kỳ kiểu quan sát nào khác cần độ phân giải cao, chẳng hạn như các cụm sao cầu và hoặc hệ sao kép.

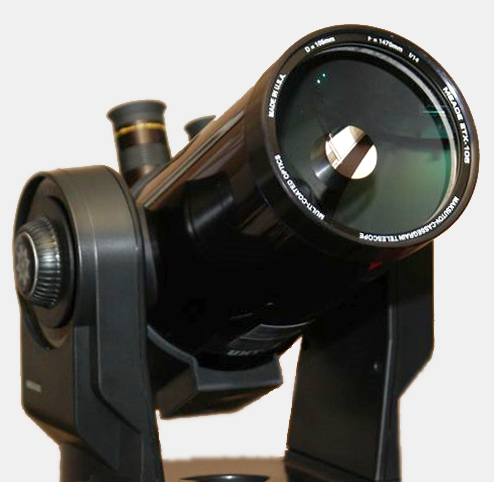
Kính viễn vọng "spot" Maksutov–Cassegrain với khẩu độ nhỏ

Loại kính thiên văn nghiệp dư ban đầu đáng chú ý nhất là Questar 3-1 / 2 Maksutov Cassegrain được giới thiệu vào năm 1954, một mẫu kính nhỏ, đắt tiền vẫn có sẵn trên thị trường tiêu dùng. Giữa những năm 1970 chứng kiến sự ra đời của các mô hình sản xuất hàng loạt bởi một số nhà sản xuất thương mại lớn. Gần đây, với giá rẻ của hàng Nga và gần đây nhất là việc sản xuất hàng loạt của Trung Quốc đã đẩy giá xuống thấp hơn nữa. Nhiều nhà sản xuất hiện nay vẫn đang sản xuất kính Maksutov-Cassegrains, chẳng hạn như Explore Scientific, Intes, Intes-Micro, LOMO, Orion Optics, Telescope Engineering Company (TEC), Vixen, dòng ETX của Meade Instruments.
Thiết kế "Spot-Maksutov" đã được sử dụng rộng rãi trong các ứng dụng quân sự, công nghiệp và hàng không vũ trụ. Vì tất cả các phần tử quang học có thể được cố định vĩnh viễn và ống kính  có thể được gắn chặt nên thiết kế cực kỳ chắc chắn. Điều đó làm cho chúng trở nên lý tưởng để theo dõi, quan sát từ xa và hiệu chuẩn radar, nơi các thiết bị phải chịu môi trường khắc nghiệt và lực g cao.

#### Kính Rutten Maksutov–Cassegrains

Nguyên lí của kính viễn vọng Rutten Maksutov–Cassegrain.

KÍnh viễn vọng Rutten Maksutov–Cassegrain (có khi còn được gọi là kính Rumak hay kính Sigler Maksutov) có một gương thứ cấp riêng biệt được gắn trên bề mặt của thấu kính phân kì (xem hình bên), đôi khi tương tự như các cấu hình bộ chỉnh sửa hay giá đỡ gương được tìm thấy trong các thể loại kính Schmidt – Cassegrains. Điều này cung cấp thêm một mức độ linh hoạt trong việc hiệu chỉnh quang sai bằng cách thay đổi độ cong của bộ hiệu chỉnh và bộ phận thứ cấp một cách độc lập. Cụ thể, nó cho phép các nhà thiết kế cung cấp một mặt phẳng của gương rộng hơn nhiều so với kính Maksutovs đầu iên,  thậm chí là ít bị lệch trục hơn. Việc gắn thiết bị phụ trên bộ chỉnh sửa cũng hạn chế nhiễu xạ. Phiên bản này được đặt tên theo công trình của nhà thiết kế quang học người Hà Lan Harrie Rutten

#### Bộ chỉnh khẩu độ Maksutov–Cassegrains

Đường đi của ánh sáng trong bộ chỉnh sủa khẩu độ Maksutov–Cassegrain.

Maksutov từng lưu ý trong các thiết kế của mình rằng thay vì sử dụng bộ chỉnh khẩu độ đầy đủ, bộ chỉnh khẩu độ phụ nhỏ có thể được đặt trong gương chính (xem hình bên) và đạt được hiệu quả tương tự. Vào những năm 1980, Dave Shafer và Ralph W. Field đã đưa ra các thiết kế Cassegrain với bộ sửa khẩu độ dựa trên ý tưởng này. Thiết kế làm giảm khối lượng vàvà cho hình ảnh sắc nét hơn so với phần lớn các bién thể khác. Ngược lại, nó có nhược điểm là ống hở, không kín và yêu cầu gương thứ cấp và bộ chỉnh sửa phải được giữ yên một cách chức chắn, điều này chắc chắn ảnh hưởng đến chất lượng hình ảnh thông qua các hiện vật nhiễu xạ. Ngoài ra, vì ánh sáng đi qua bộ chỉnh sửa tới hai lần, số lượng bề mặt mà tương tác với ánh sáng tăng lên, gây khó khăn cho việc hiệu chỉnh quang sai. Bộ điều chỉnh khẩu độ phụ Maksutovs hiện được sản xuất bởi công ty kính thiên văn Vixen với mẫu  kính VMC (Vixen Maksutov Cassegrain) của họ.